# Front national (Résistance)
Die Front national (deutsch Nationale Front) oder auch Front national de l’indépendance de la France (deutsch Nationale Front der Unabhängigkeit Frankreichs) war eine französische Organisation der Widerstandsbewegung des Zweiten Weltkrieges. Die Organisation nahm ihren Namen von der Front populaire, die 1936 gebildete französische Volksfront-Regierung linker Parteien. Bis im September 1945 wuchs die Mitgliederzahl auf etwa 500.000 Personen.
Gegründet am 15. Mai 1941 von der Kommunistischen Partei Frankreichs (Jacques Duclos, Pierre Villon), wurde sie zur „politischen“ Vertretung des bewaffneten Widerstands. Sie widmeten sich hauptsächlich der Propaganda mit Herausgabe der Zeitung Front national, der Herstellung von gefälschten Papieren, der Betreuung von illegalen Einwanderern, aber auch der Sabotage. Sie veröffentlichte am 4. September 1945 eine Liste von kollaborationistischen französischen Kulturschaffenden. Die Nationalfront beteiligte sich am Conseil national de la Résistance (CNR, deutsch Nationaler Widerstandsrat).
Während des Krieges fand der Name „Front national“ Verwendung für:
- Ein Organ der Direktionskommission „Nationale Front“
- Verschiedene Zeitschriften der illegalen Einwanderer, die mit der Widerstandsbewegung verbunden waren.
- Der Name wurde von Résistance-Gruppen verschiedener Richtung, auch kirchlichen, in ganz Frankreich benutzt, die gegen die Deutschen Widerstand leisteten.